# Монжуа-ан-Кузран
Монжуа́-ан-Кузра́н (фр. Montjoie-en-Couserans) — коммуна во Франции, находится в регионе Окситания. Департамент коммуны — Арьеж. Входит в состав кантона Сен-Лизье. Округ коммуны — Сен-Жирон.
Код INSEE коммуны — 09209.

## Население
Население коммуны на 2008 год составляло 1045 человек.
| 1962 | 1968 | 1975 | 1982 | 1990 | 1999 | 2008 |
| ---- | ---- | ---- | ---- | ---- | ---- | ---- |
| 784  | 801  | 774  | 857  | 926  | 977  | 1045 |

## Экономика
В 2007 году среди 660 человек в трудоспособном возрасте (15—64 лет) 464 были экономически активными, 196 — неактивными (показатель активности — 70,3 %, в 1999 году было 74,1 %). Из 464 активных работали 438 человек (235 мужчин и 203 женщины), безработных было 26 (12 мужчин и 14 женщин). Среди 196 неактивных 57 человек были учениками или студентами, 77 — пенсионерами, 62 были неактивными по другим причинам.

## Фотогалерея

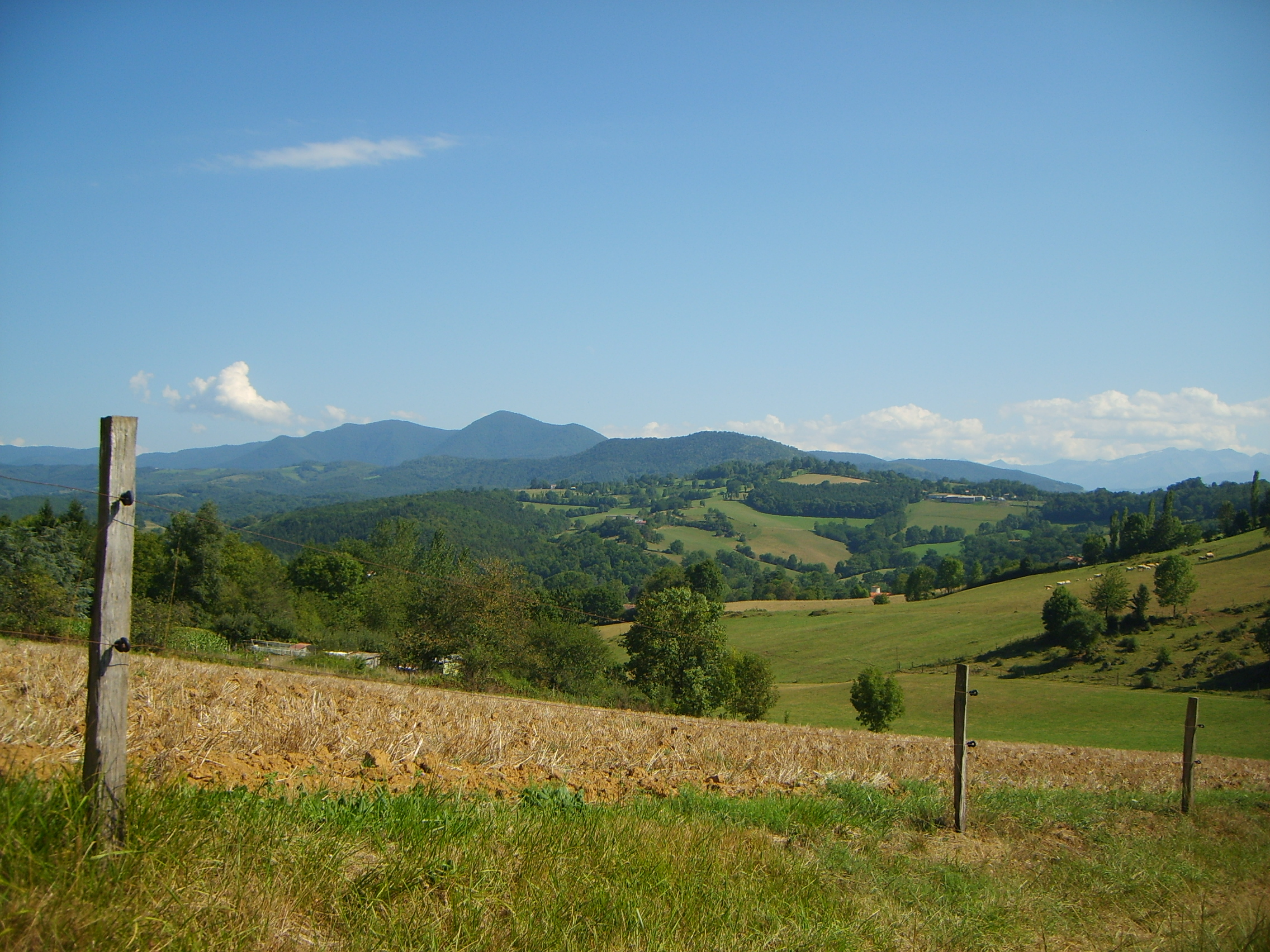
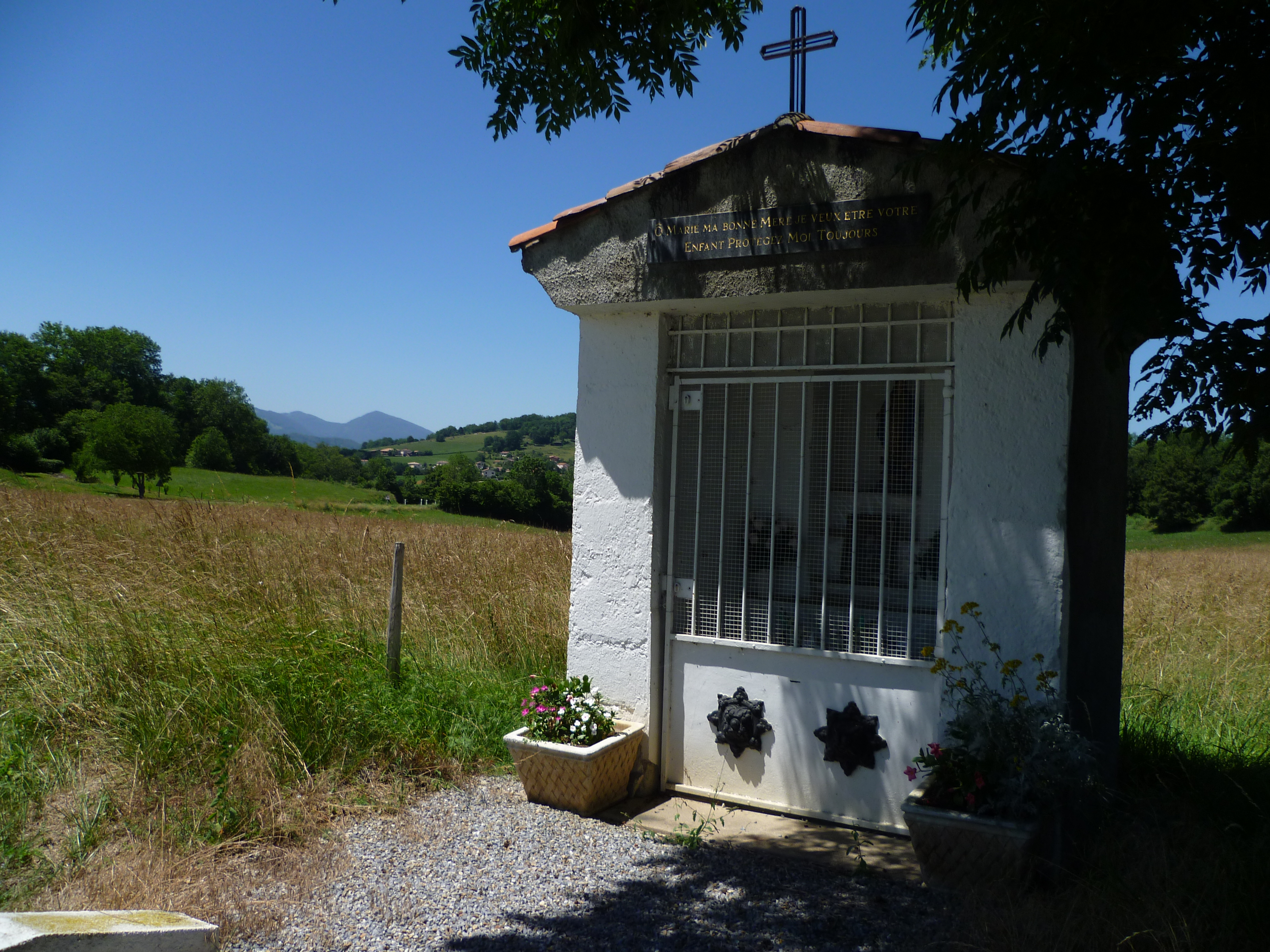
Ораторий
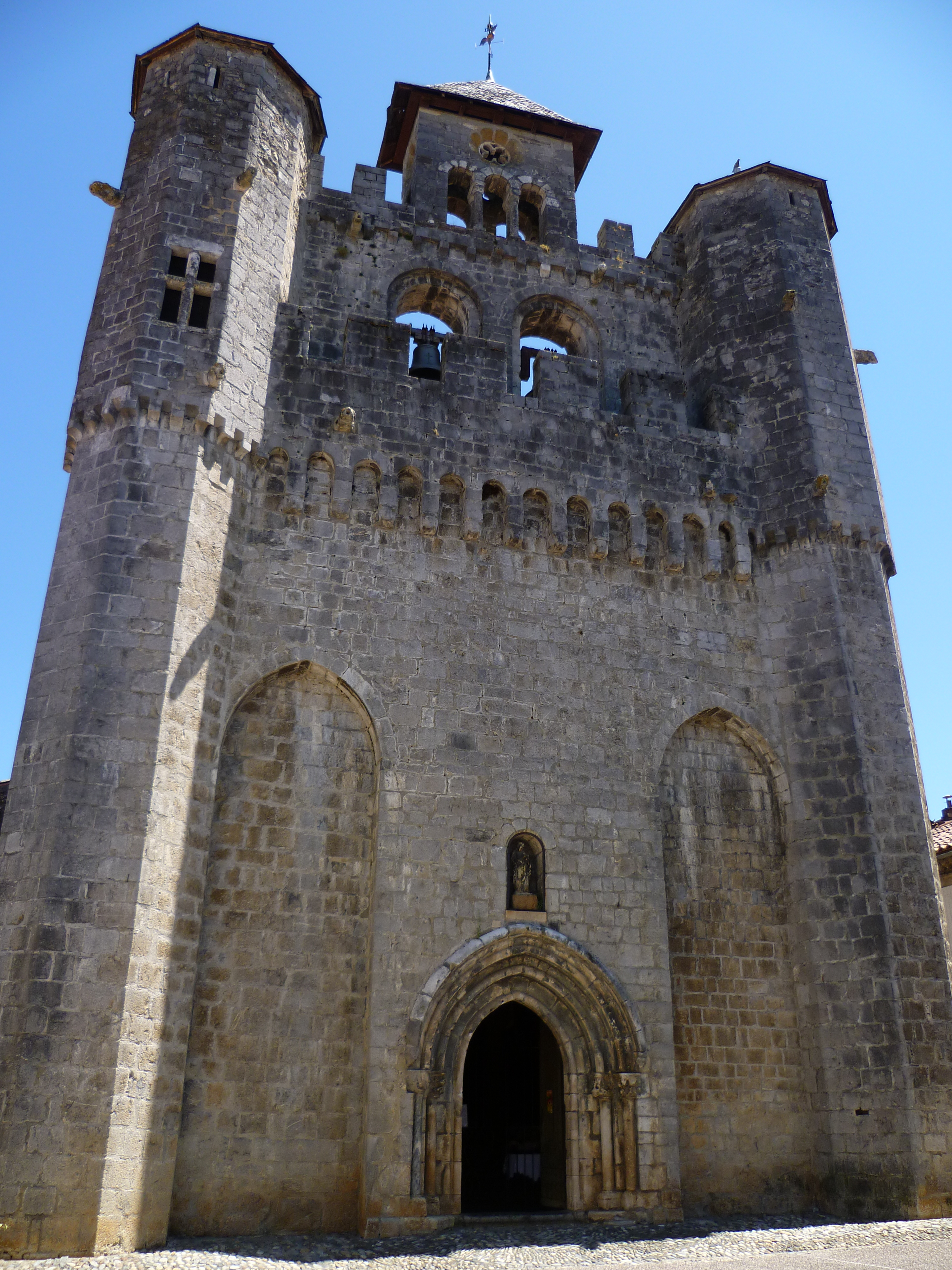
Церковь Успения Божьей Матери